# 1300
1300 (MCCC) a fost un an bisect al calendarului iulian, care a început într-o zi de duminică.

## Evenimente
- 22 februarie: Celebrarea "jubileului" papei Bonifaciu al VIII-lea, în prezența a 200.000 de pelerini veniți la Roma; este instituit "primul an sfânt", prin bula Antiquorum habet fidem.
- 14 iunie: Bătălia navală de la Ponza: victoria flotei aragoneze și angevine conduse de amiralul Roger de Lauria asupra celei siciliene comandate de genovezul Corrado Doria.
- 15 iunie: Este fondat orașul Bilbao, în Spania.
- 29 noiembrie: Papa face apel la Charles de Valois pentru pacificarea Italiei.

### Nedatate
- ianuarie: Contele Flandrei, Gui de Dampierre, este luat prizonier de Filip al IV-lea cel Frumos.
- Amsterdam este atestat oficial ca oraș.
- Banii din Florența devin monedă universală.
- Mongoli devastează Birmania.
- Portughezii stăpânesc Madeira.
- Prima mențiune a Câmpulungului (Longo Campo), în Țara Românească, cu ocazia decesului comitelui Laurențiu.
- Regele Filip al IV-lea al Franței începe campania de anexare a Flandrei.
- Tuaregii își stabilesc un stat cu reședința la Agadez.

## Arte, științe, literatură și filosofie
- 25 martie: Dante Alighieri începe lucrul la Infernul.
- Jacob ben Machir este numit ca decan al școlii de medicină din Montpellier.

- Papa Bonifaciu al VIII-lea comandă lui Giotto imortalizarea momentului Jubileului".

## Nașteri
- 27 septembrie: Adolf, conte de Palatinat (d. 1327)
- Filotei I, patriarh de Constantinopol (d. ?)
- Geoffroi de Charny, cavaler și scriitor francez (d. 1356)

- Ioan III, duce de Brabant (d. 1355)
- Ioan de Winterthur, istoric elvețian (d. ?)

- Jean Buridan, filosof francez (d. 1358)
- Laurence Minot, poet englez (d. 1352)
- Pietro Alighieri, magistrat și critic literar italian (d. 1364)

- Robert, conte de Burgundia (d. 1315)

- Taddeo Gaddi, pictor și arhitect italian (d. 1366)

- Ubayde Zākāni, poet persan (d. 1371)

## Decese
- 18 iulie: Gherardo Segarelli, predicator italian (n. 1240)
- 29 august: Guido Cavalcanti, 44 ani, poet italian (n. 1255)

- Guillaume de Nangis, cronicar francez (n. ?)
- Jacob van Merlaent, poet flamand (n. ?)
- Richard Middleton, teolog și filosof englez (n. ?)
- Sakoura, rege al statului Mali (n. ?)
- Tran Hung Dao, general vietnamez (n. ?)

## Înscăunări
- august: Waclaw al III-lea, ca rege al Boemiei (1300-1306)